# Anthony Poola
Anthony Poola (Poluru, India, 15 de noviembre de 1961) es un arzobispo indio. Actualmente es Cardenal de la India, donde anteriormente fue arzobispo metropolitano de Hyderabad. 

## Biografía

### Primeros años
Nació en el pueblo de Chindhukur, Poluru, diócesis de Nellore (en la actualidad diócesis de Kurnool), en el estado federal de Andhra Pradesh, de la República de India. Su familia es católica de la etnia telugu y pertenecen a la casta dalit, que es el más desfavorecido del sistema de castas hindú. Tiene dos hermanos y tres hermanas, de Arogyamma y PC Anthony Poola. Fue bautizado el 20 de noviembre, cinco días después de su nacimiento, en la Iglesia Sagrada Familia de Poluru.

### Formación y ministerio sacerdotal
En 1967 comenzó la educación primaria en la Zillah Parish de su pueblo natal, y luego continuó desde 1972 en la Z.P.H. School de Gadivemula, donde permaneció hasta 1975. Se mudó a Kurnool en 1977, asistiendo primero a la escuela secundaria en St. Mary's School hasta 1979, cuando se trasladó al seminario menor, en el que se diplomó en 1980. Ese año comenzó sus estudios universitarios de primer nivel en Coles Memorial College, continuando sus estudios superiores, desde 1982 en S.T.B. CCollege, donde obtuvo la licenciatura Economía, especialidad en Comercio en 1985.
Realizó un curso de orientación de un año en el Seminario de San Pablo en Nuzvid, siguiendo su vocación sacerdotal. En 1986 se trasladó al seminario Pontificio de San Pedro en Bangalore, donde se doctoró en filosofía. Tras pasar un año estudiando en St. Joseph's Junior College en Kadapa, volvió a Bangalore entre 1988 y 1992, para licenciarse en teología.
Recibió la ordenación sacerdotal el 20 de febrero de 1992 en la Catedral de Santa María de Kadapa, convirtiéndose en presbítero de la diócesis de Cuddapah con treinta años. Fue vicario parroquial en la misma catedral, siendo trasladado en 1993 a la parroquia de Amagampalli. En 1994 fue nombrado párroco de Tekurpeta y estudió magisterio en la escuela a distancia R.C.M. Elementary Schools de Chinayarasal y Kappalapalli. En 1995 fue nombrado párroco de la Iglesia de la Santa Cruz en Veerapally y de la Iglesia de Nuestra Señora de Fátima de Badvel, además de director de la Residencia Santo Tomás de esta última ciudad. En 2000 fue nombrado profesor en la escuela a distancia R.C.M. UP School en Veerapally y Konasamudram, así como, director del internado Vander Valk Boy's .
En 2001 se trasladó a Estados Unidos de América a estudiar educación pastoral clínica en el departamento de educación y pastoral del Bronson Methodist Hospital de Kalamazoo, mientras servía en la iglesia de San José. En 2002, realizó un máster en Religión y Compromiso Teológico de la Universidad Loyola Chicago. En 2003 regresó a India, a la diócesis de Cuddapah, donde fue nombrado consultor, secretario de educación, viceadministrador de escuelas y coordinador del Programa de Apadrinamiento, coordinador y director de la Fundación Cristiana para la Infancia y la Vejez.

### Episcopado
El 8 de febrero de 2008, el Papa Benedicto XVI lo nombró obispo de Kurnool. Recibió la consagración episcopal el 19 de abril siguiente, frente al JMJ College en Kurnool, por Marampudi Joji, arzobispo metropolitano de Hyderabad, asistido por los co-consagradores Kagithapu Mariadas, MSFS, arzobispo metropolitano de Visakhapatnam , y Bali Gali, obispo de Guntur.
El 19 de noviembre de 2020, el Papa Francisco lo nombró arzobispo metropolitano de Hyderabad. Tomó posesión de la archidiócesis durante una ceremonia celebrada en la Catedral de San José el 3 de enero de 2021. El 29 de junio, día de la solemnidad de los Santos Pedro y Pablo, acudió a la Basílica de San Pedro en el Vaticano, donde pontífice le entregó el palio. 

## Cardenalato
Fue creado cardenal por el papa Francisco en el Consistorio celebrado el 27 de agosto de 2022, asignándole el Santos Mártires en Vía Aurelia Antica.
El 7 de octubre de 2022 fue nombrado miembro del Dicasterio para el Servicio del Desarrollo Humano Integral.